# 杀手：代号47 (2007年电影)
是一部2007年的動作驚悚電影，由哈維爾·根斯執導，改编自热门同名游戏《刺客任務》系列。主演是蒂莫西·奥利芬特、欧嘉·柯瑞兰寇和多格雷·斯科特。雖然評價不好，但票房成功。
其續集被取消，但是二十世紀福斯宣佈拍攝重啟版電影，命名為《刺客特攻47》（Hitman: Agent 47），由羅拔·費特飾演殺手47，於2015年8月21日上映。

## 剧情
在一個戒備森嚴的設施內，一群年輕的男孩被剃光頭後在腦後印上了條碼，然後接受武器、爆破、徒手格鬥、耐力和力量等方面的訓練，成為在全球各地活動的職業殺手。在今天，國際刑警組織特工Mike Whittier回到家中，被殺手47用槍指著。兩人聊起了殺手47作為職業殺手的生涯，殺手47是由一個秘密組織名為「組織」所培養和訓練出來的。
三個月前，殺手47完成了對尼日利亞軍閥Bwana Ovie的襲擊，他強行向一名被俘的士兵喂食塑性炸藥，並用他當作人肉炸彈殺掉了Ovie。在隨後的一次計劃變更中，殺手47被他的組織處理人Diana Burnwood告知，他將公開地暗殺下一個目標——俄羅斯總統Mikhail Belicoff。他成功一槍爆頭，完成任務，但在他離開俄羅斯之前，他的上司聯絡他，被告知暗殺失敗，而Belicoff大難不死，令他感到迷糊。組織通知他有個目擊證人Nika，命令他要去清掉她，但他意識到她從未見過他，她根本不是目擊證人，並沒有向她開槍。相反，他險些躲過另一位殺手對自己的暗殺，並意識到自己被陷害了。
他的雇主將他的位置和身份發送給了聯邦安全局，但Diana卻偷偷打電話給殺手47，向他通風報信，透露是Belicoff親自下令襲擊的。殺手47逃出酒店後，截住了Belicoff的情婦Nika，她據說是Belicoff襲擊的目擊者。他審問她，發現Belicoff有一個替身，替身下令暗殺真正的Belicoff，以取代他的俄羅斯總統職位。該組織希望在新政府中獲得影響力，於是命令殺手47殺害Nika，然後將他抹殺，從而掩蓋他們的行蹤。
Nika和殺手47想乘火車離開俄羅斯，遭到組織殺手的追捕，殺手47徒手搏鬥，制服並打死他們。然後，Whittier試圖親自逮捕殺手47，但被輕易制服。Nika勸服殺手47放生Whittier，而Whittier則被負責監督追捕行動的聯邦安全局官員Yuri Marklov以干擾行動為由強制離開俄羅斯。殺手47聯絡了他的同伙、中央情報局（CIA）官員Carlton Smith，向他提出一個交易：殺手47將殺死Udre Belicoff（Mikhail的弟弟，富有的軍火商和人口販子），以換取他的幫助。Smith告訴殺手47，Udre一直在與一個名叫Price的德國槍手策劃著什麼。
殺手47和Nika來到伊斯坦堡，殺手47在當地綁架了Price，冒充Price在俱樂部與Udre見面，並殺死了他，迫使Belicoff的替身參加Udre的公開葬禮。殺手47綁架Marklov，迫他命令他自己的特工破壞葬禮，分散人們的注意力，而殺手47則偽裝成一名士兵，對付替身的保鏢，再殺掉替身，之後Whittier與國際刑警組織的後援趕到將殺手47拘留。Smith兌現了他的承諾，讓他的特工攔截了運送殺手47前往機場的車隊，使殺手得以逃脫。
回到Whittier的家中，殺手47建議Whittier按他的計劃行事：通知警方他已殺死（假冒的）殺手47，並暗示Whittier如果拒絕建議就會被殺掉，然後殺手47離開了。鏡頭看到Nika拿起一個信封，裡面裝著她夢想擁有的葡萄園的地契。殺手47透過狙擊槍的瞄准鏡遠遠地看著她。殺手47看到腳下躺著的另一名殺手的屍體，想到自己曾警告過他（指「組織」）不要碰她，然後殺手47走開了。

## 演员
- 蒂莫西·奥利芬特 飾 殺手47（Agent 47）。片中主角，基因複製人，一个对自己身世不明的人，为知晓自己身世而闯荡江湖。
  - Borislav Parvanov 飾 年輕的殺手47
- 多格雷·斯科特 飾 迈克·怀特尔（Mike Whittier）。國際刑警組織的特工，追蹤殺手47的人。
- 欧嘉·柯瑞兰寇 飾 妮娜·布若妮娜（Nika Boronina）。俄羅斯總理的情婦。
- 罗伯特·克耐普 飾 尤里（Yuri Marklov）。俄罗斯联邦安全局领导，负责追捕殺手47。
- 乌尔里奇·汤姆森 飾 米哈伊爾·貝利科夫（Mikhail Belicoff）和貝利科夫的替身。俄羅斯總統。
- 亨利·伊安·库斯克 飾 乌德列（Udre Belicoff）。一名國際犯罪分子，曾受CIA和FSB的通緝，但受到其兄弟俄羅斯總統米哈伊爾·貝利科夫的保護。
- 麥可·奧佛爾（英语：Michael Offei） 飾 Jenkins。懷特爾在國際刑警組織中的得力助手。
- 詹姆斯·福克纳 飾 史密斯·贾米森（Carlton Smith）。中情局特工，帮助殺手47逃避国际刑警组织的追捕。
- Lisa Jacobs 飾 Diana Burnwood
- Sabine Crossen（英语：Sabine Crossen） 飾 June
- Susan White 飾 Mia
- Assen Blatechki（英语：Assen Blatechki） 飾 俄羅斯聯邦安全局司機
- Vladimir Kolev（英语：Vladimir Kolev） 飾 HRT人員
- Desislava Bakardzhieva 飾 女新聞報導員

## 製作

### 開發
2003年2月，《刺客任務》製作商Eidos和IO Interactive與荷里活製作公司進行了談判，將電子遊戲改編為電影。二十世紀福克斯最終獲得了版權，並聘請編劇史基普·伍兹撰寫劇本，演員雲·迪素擔任執行製片人及主演該片。

### 選角
2006年12月，雲·迪素退出了主演角色。2007年1月，在導演哈維爾·根斯的指導下，蒂莫西·奥利芬特被選為主角。3月，演員多格雷·斯科特被揀選為殺手47的對手角色，欧嘉·柯瑞兰寇、罗伯特·克耐普、乌尔里奇·汤姆森和麥可·奧佛爾也加入了角色陣容。

### 拍攝
主要拍攝於2007年3月27日的那一周，在保加利亞的索菲亞開始，持續了12周。第二攝製組也在倫敦、伊斯坦堡、聖彼得堡和開普敦等地拍攝。
本片的上映時間被推遲了幾個月，以便重新拍攝幾個場景。這些場景包括四名刺客在火車車廂內鬥劍，這取代了原來殺手47只與一名刺客在火車平台打鬥的鏡頭。本片上映前的報道證實，不僅是重拍，而且福克斯公司解雇了哈維爾·根斯，並否決了他的最終剪輯版。在這一階段，Nicolas de Toth被請來軟化剪輯並削減素材。
殺手47的起源在這一階段也被改變了，為了省錢，決定把電視劇《末世黑天使》的鏡頭加入至本片，而該劇也是由福克斯公司擁有的。
欧嘉·柯瑞兰寇透露她拒絕使用替身為她拍攝性愛場面。

## 彩蛋
在一幕中，殺手47使用纜繩從一間發生爆炸的房間跳到位於正下方的樓層並破窗而入，剛好跳進一間青少年正在玩電玩的房間。有趣的是，這些青少年正在玩的正是《刺客任務：血錢交易》這款遊戲。

## 重啟作品
IESB曾證實，二十世紀福斯聘請了編劇Kyle Ward為《殺手47》的續集撰寫劇本。Adrian Askarieh、Daniel Alter和查爾斯·戈登將再次擔任製片人。據報道，2011年10月去世的美國演員大衛·海斯會扮演一個尚未命名的角色。Daniel Benmayor已簽約執導續集。蒂莫西·奥利芬特在Nerdist播客上表示，他對回歸續集沒有興趣，在電視劇《化外國度》突然被取消後，他為了支付他的新房子，才拍了這部電影。
2013年2月5日，據報道，本片將被重啟，片名為《刺客特攻47》，並將由保羅·獲加扮演殺手47，但他後來在2013年11月30日去世。廣告導演亞歷山大·巴哈首次執導該項目。劇本由史基普·伍兹和Mike Finch編寫。拍攝預計將於2013年夏季在柏林和新加坡進行。2014年1月9日，演員羅拔·費特取代獲加的角色。2014年1月31日，演員沙查·昆圖飾演一個未命名的角色。2014年2月6日，女演員漢娜·薇兒被選為女主角。2014年2月19日，開始電影拍攝，費特飾演殺手47。